# إتش تي سي توج 3G (موبايل)
إتش تي سي توج 3G (بالإنجليزية: HTC Touch 3G)‏ هو هاتف ذكي من إتش تي سي يعمل بنظام ويندوز موبايل.

## الخصائص
- نظام التشغيل: ويندوز موبايل
- الكاميرا الأمامية: 3.2 ميجابكسل
- الشاشة: 320×240
- الوزن: 96 غ (3.4 أونصة)
- المعالج: 528 ميجا هرتز